# Hrabstwo Lee (Illinois)

Piramida wieku hrabstwa

Hrabstwo Lee – hrabstwo w USA, w stanie Illinois, według spisu z 2000 roku liczba ludności wynosiła 36 062. Siedzibą hrabstwa jest Dixon.

## Geografia
Według spisu hrabstwo zajmuje powierzchnię 1889 km², z czego 1879 km² stanowią lądy, a 10 km² (0,54%) stanowią wody.

### Sąsiednie hrabstwa
- Hrabstwo Ogle – północ
- Hrabstwo DeKalb – wschód
- Hrabstwo La Salle – południowy wschód
- Hrabstwo Bureau – południowy zachód
- Hrabstwo Whiteside – zachód

## Historia
Hrabstwo zostało założone w 1839 roku z hrabstwa Ogle. Zostało nazwane na cześć Lighthorse'a Harry'ego Lee.

## Demografia
Według spisu z 2000 roku hrabstwo zamieszkuje 36 062 osób, które tworzą 13 253 gospodarstw domowych oraz 9144 rodzin. Gęstość zaludnienia wynosi 19 osób/km². Na terenie hrabstwa jest 14 310 budynków mieszkalnych o częstości występowania wynoszącej 8 budynków/km². Hrabstwo zamieszkuje 92,68% ludności białej, 4,91% ludności czarnej, 0,11% rdzennych mieszkańców Ameryki, 0,56% Azjatów, 0,02% mieszkańców Pacyfiku, 0,77% ludności innej rasy oraz 0,94% ludności wywodzącej się z dwóch lub więcej ras, 3,18% ludności to Hiszpanie, Latynosi lub inni.
W hrabstwie znajduje się 13 253 gospodarstw domowych, w których 32,20% stanowią dzieci poniżej 18 roku życia mieszkający z rodzicami, 55,90% małżeństwa mieszkające wspólnie, 9,30% stanowią samotne matki oraz 31,00% to osoby nie posiadające rodziny. 26,50% wszystkich gospodarstw domowych składa się z jednej osoby oraz 12,10% żyje samotnie i ma powyżej 65 roku życia. Średnia wielkość gospodarstwa domowego wynosi 2,49 osoby, a rodziny wynosi 3,01 osoby.
Przedział wiekowy populacji hrabstwa kształtuje się następująco: 24,20% osób poniżej 18 roku życia, 7,80% pomiędzy 18 a 24 rokiem życia, 30,30% pomiędzy 25 a 44 rokiem życia, 23,10% pomiędzy 45 a 64 rokiem życia oraz 14,70% osób powyżej 65 roku życia. Średni wiek populacji wynosi 38 lat. Na każde 100 kobiet przypada 105,20 mężczyzn. Na każde 100 kobiet powyżej 18 roku życia przypada 104,80 mężczyzn.
Średni dochód dla gospodarstwa domowego wynosi 40 967 dolarów, a średni dochód dla rodziny wynosi 48 730 dolarów. Mężczyźni osiągają średni dochód w wysokości 35 754 dolarów, a kobiety 22 305 dolarów. Średni dochód na osobę w hrabstwie wynosi 18 650 dolarów. Około 4,90% rodzin oraz 7,70% ludności żyje poniżej minimum socjalnego, z tego 8,40% poniżej 18 roku życia oraz 8,90% powyżej 65 roku życia.

## Miasta
- Amboy
- Dixon

## Wioski
| - Ashton - Compton - Franklin Grove | - Harmon - Nelson - Paw Paw | - Steward - Sublette - West Brooklyn |